# Cielcza
Cielcza is een plaats in het Poolse district  Jarociński, woiwodschap Groot-Polen. De plaats maakt deel uit van de gemeente Jarocin en telt 2044 inwoners.